# Nihad Quluzadə
Nihad Afət oğlu Quluzadə (ur. 15 lipca 2002) – azerski zapaśnik walczący w stylu klasycznym. 
Złoty medalista MŚ wojskowych w 2023.
Drugi na MŚ U-23 w 2022; trzeci w 2021 i 2024. Drugi na ME U-23 w 2024. Mistrz świata i Europy juniorów w 2022. Trzeci na ME kadetów w 2018 roku.